# Uutiskuvanlahti
Uutiskuvanlahti är en sjö i Finland.   Den ligger i landskapet Egentliga Finland, i den sydvästra delen av landet, 160 km väster om huvudstaden Helsingfors. Uutiskuvanlahti ligger 0 meter över havet. Den ligger på ön Airismaa.